# Avtoportret, posvečen Levu Trockemu
Avtoportret, posvečen Levu Trockemu, znan tudi kot Med zavesami, je slika iz leta 1937 mehiške umetnice Fride Kahlo, ki jo je Levu Trockemu podarila ob njegovem rojstnem dnevu in 20. obletnici oktobrske revolucije. Kahlo in njen mož, umetnik Diego Rivera, sta prepričala vladne uradnike, da so Trockemu in njegovi drugi ženi Nataliji Sedovi dovolili živeti v izgnanstvu v Mehiki. Ruski par se je preselil v Modro hišo (La Casa Azul), kjer sta prebivala dve leti.
Kmalu po tem, ko sta se para spoznala, sta si Kahlo in Trocki začela kazati naklonjenost. Zgodila se je kratka afera, ki pa se je julija 1937 končala. Nekaj mesecev kasneje je Trockemu podarila njemu posvečen avtoportret, ki ga je obesil v svoji delovni sobi. Ko je bil leta 1940 Trocki umorjen, je bila Kahlo strta in je nameravala uničiti sliko. Prijateljica Clare Boothe Luce, ki je bila takrat na obisku, jo je prepričala, naj tega ne stori in je sama pridobila sliko.
Leta 1988 je Luce sliko podarila Wilhelmini Holladay, soustanoviteljici Narodnega muzeja žensk v umetnosti v Washingtonu, D.C. Od takrat je eno najbolj priljubljenih del muzeja. To je tudi edina slika Fride Kahlo v stalni zbirki muzeja.

## Ozadje

### Navdih za slikanje
Frida Kahlo (1907–1954) je bila mehiška slikarka, ki je zaradi svojih del, vključno s številnimi avtoportreti, postala simbol mehiške kulture, feminizma in kulture LGBT. Številna njena nadrealistična dela prikazujejo trenutke v njenem življenju, pogosto tragične, zaradi njene burne poroke z umetnikom Diegom Rivero in njenih ponavljajočih se zdravstvenih težav. Približno tretjina njenih slik je avtoportretov, ki pogosto simbolizirajo njene boleče izkušnje. Na njeno osebno življenje in njeno umetniško delo je močno vplivalo gibanje Mexicanidad, ki si prizadeva za oživitev kulture mehiških domorodnih ljudstev.
9. januarja 1937 sta ruski revolucionar Lev Trocki in njegova druga žena Natalija Sedova prispela v Tampico v Mehiki, potem ko sta več let živela v izgnanstvu zaradi uspeha Josifa Stalina, ki ga je vrgel z oblasti. Rivera je bil komunist, ki je skupaj s Kahlo prepričal predsednika Lázara Cárdenasa, da je Trockemu dovolil vstop v Mehiko. Par je sprejel Trockega, da se nastani v njuni Modri hiši (La Casa Azul), ki stoji v soseski Coyoacán v Ciudad de México. Trocki in Sedova sta živela v hiši do aprila 1939, ko se je prijateljstvo Rivere in Trockega končalo.
Odnos med Kahlo in Rivero je bil pogosto obremenjen. Ločila sta se in nato ponovno poročila in vsak je imel ljubimca. Rivera je nekaj let spal s sestro Fride Kahlo in Kahlo je imela več ljubimk. Par je postal dober prijatelj s Trockim, čeprav Sedova ni bila tako blizu, saj ni govorila angleško. Privlačnost med Trockim in Kahlo se je pojavila kmalu po tem, ko sta se para spoznala. Kahlo je pustil pisma v knjigah, ki si jih je izposodila, in srečala sta se v hiši bližnjega prijatelja. Kahlo je Trockega imenovala 'Starec' (El Viejo), bil je privlačen zaradi njegove odpornosti na preganjanje in njegovih revolucionarnih idej.
Do julija 1937 se je njuna afera končala in Trocki in Rivera sta se kmalu pobotala. Nekaj tednov kasneje je Trocki pisal Sedovi: »Ona mi ni nič«. Oktobra 1937 je dala Trockemu Avtoportret, posvečen Levu Trockemu, ki se je imenoval tudi Med zavesami. Naslednje leto je delno zahvaljujoč obisku Andréja Bretona in Jacqueline Lamba v Mehiki, kjer sta si ogledala Kahloina dela, potekala njena prva večja razstava v tujini.

### Pridobivanje in prikaz
Wilhelmina Holladay, soustanoviteljica skupaj z možem Narodnega muzeja žensk v umetnosti (NMWA) v Washingtonu, D. C., je sliko prejela kot donacijo pisateljice in političarke Clare Boothe Luce. Med obiskom Kahlo v Ciudad de México leta 1940 je Luce prepričala Kahlo, naj ne uniči slike, potem ko je izvedela za atentat na Trockega. Luce je dobila sliko in jo leta 1988 dala Holladayu med obiskom Luceinega stanovanja v Watergateu. Odkar je prejela sliko, je postala eno najbolj znanih del muzeja. Posojen je bil za razstave v kulturnem centru Medameriške razvojne banke, Narodni galeriji Avstralije in kanadski umetniški zbirki McMichael. Slednji se je osredotočil na dela Kahlo, Georgia Totto O'Keefe in Emily Carr, ki so predstavljale Mehiko, Združene države oziroma Kanado.
Leta 2007 je NMWA predstavila razstavo o delu Fride Kahlo. Poleg Avtoportreta, posvečenega Levu Trockemu, so bile na ogled fotografije in zasebna pisma. Dodatne dejavnosti so vključevale učenje mehiških plesov, ogled filma The Life and Times of Frida Kahlo in gledanje nastopa Maru Montero Dance Company. V zgodnjih 2020-ih je bila NMWA deležna prenove v vrednosti 67,5 milijona $. V tem času je bil Narodni galeriji posojen Avtoportret, posvečen Levu Trockemu in deset drugih slik. Muzej je bil ponovno odprt oktobra 2023 z Avtoportretom, posvečenim Levu Trockemu, ki se je vrnil kot osrednji del zbirke NMWA. To je edina slika Fride Kahlo v stalni zbirki muzeja v Washingtonu, D.C.

## Opis
Slika z oljem na lesonitu meri 76,2 cm × 60,96 cm. Kahlo na sliki stoji mirno in samozavestno. Njegovo okolje se zgleduje po retablosih, nabožnih slikah verskih osebnosti. Upodablja Kahlo, ki stoji med dvema belima zavesama na odru, drži pismo Trockemu in šopek rož. Pismo se glasi: »Levu Trockemu z veliko naklonjenostjo posvečam to sliko 7. novembra 1937. Frida Kahlo. V San Angelu. Mehika«. (Para Leon Trocki con todo cariño, dedico esta pintura el dia 7 de Noviembre de 1937. Frida Kahlo. En San Angel. México.) Datum ni samo rojstni dan Trockega, ampak 20-letnica oktobrske revolucije, 7. november 1917 [O.S. 25. oktober].
Njena oprava je sestavljena iz obleke, ki so jo nosile zapoteške ženske iz Tehuantepecke ožine in je veljala za bolj umirjeno v primerjavi z drugimi avtoportreti. Njen zgornji del je sestavljal huipil, kos, ki ga običajno nosijo staroselske ženske v Mehiki in Srednji Ameriki in je rdeč z zelenimi obrobami. Huipil ima tudi obesek z dragulji, čeprav njen bež rebozo, podoben šalu, ki simbolizira ženskost, pokriva večino vrha. Bela obroba in bele rože krasijo tudi njene koralno rožnate enague (spodnji plašč). Pričeska je podobna pričeski žensk iz regije Tehuantepec, saj je spletena in okrašena z rožnato rožo in rdečim trakom. Nosi zlate uhane in ličila, vključno z živo rdečo šminko in roza rdečilom ter rdečim lakom za nohte. Prav tako ima en prstan na desni roki.

## Analiza
Po besedah Josefine De La Torre iz Fashion Institute of Technology »njen ansambel združuje lepotne trende poznih 30-ih s tradicionalnimi oblačili«. Hank Burchard je v The Washington Postu opisal Kahloin izraz kot 'slovesen, ki meji na zloben', a tudi 'trdo in spoštljivo'. Burchard je sliko interpretiral kot način, s katerim Kahlo pokaže svoj nagon za preživetje v umetniškem svetu, v katerem dominirajo moški, vključno z njenim možem. Sarah Milroy iz The Globe and Mail je zapisala, da slika prikazuje Kahlojino zadovoljstvo z afero, ki jo je imela s Trockim, vendar ugotavlja, da je splošni ton v primerjavi z njenimi drugimi deli krotek.
Leta 1938 je Breton pisal o tem, kako globoko ga je ganila slika:

»Že dolgo občudujem avtoportret Fride Kahlo de Rivera, ki visi na steni delovne sobe Trockega. Naslikala se je oblečena v obleko kril, pozlačenih z metulji, in prav v tej preobleki odmika duševna zavesa. Počaščeni smo, da smo, kot v najveličastnejših časih nemške romantike, navzoči ob vstopu mlade ženske, obdarjene z vsemi darovi zapeljevanja.«
Ker je Kahlo uničila vse druge dokaze o njeni aferi s Trockim, je slika edini oprijemljiv dokaz, da se je to zgodilo. Pisatelj in zgodovinar Hayden Herrera meni, da je Kahlo sliko podala kot način draženja Trockega, zlasti s tem, da je bila oblečena 'primerno za ubijanje' in naličena. Drugi zgodovinar, ki se ukvarja s Kahlojim življenjem, Robin Richmond, ima drugačen pogled. Meni, da je Kahlo oblečena precej konzervativno in da se je tako potegovala za pozornost Trockega. Richmond tudi meni, da je upodabljala drugo različico sebe in da je slika 'precej grozljiva', ker je bila s svojim namenom preračunljiva.
Margaret Lindauer v svoji knjigi Devouring Frida: The Art History and Popular Celebrity of Frida Kahlo piše, da tovrstna mnenja ocenjujejo sliko po njenem videzu. Richmond prav tako meni, da je Kahlojina zaljubljenost v Trockega bolj junakinja, ne pa revolucionarka, morda zato, ker je bila preveč naivna, da bi razumela vidike trockizma. Medtem na Trockega gledajo kot na visoko osebnost in močnega človeka. Dejstvo, da je Kahlo svoji sliki dodala datum oktobrske revolucije, nakazuje, da se je zelo zavedala njegovih političnih pogledov in jih je tudi sama podpirala.